# Willem van Reede van Oudtshoorn
Willem Constant Pieter Baron van Reede van Oudtshoorn (Zwolle, 31 oktober 1812 - Utrecht, 2 januari 1874) was een Nederlands waterbouwkundige, hoofdingenieur 2 klasse in Utrecht. Hij behoorde tot de adellijke familie Van Reede.  

## Opleiding en jonge jaren
Hij werd al heel jong (1826) cadet voor de waterstaat bij de artillerie- en genieschool te Delft. Hij kreeg toen ook (net als andere jongelui uit een adellijk geslacht) de titel van Page des Konings. Hij ging in 1828 over naar de militaire academie te Breda, en werd met ingang van 1 november 1830 (dus toen het net 18 was) benoemd tot élève-aspirant van de waterstaat. 
Eerst was hij onder de hoofdingenieur Goudriaan belast met het dagelijks toezicht bij het stellen van inundaties in verband met de Belgische opstand. Verder was hij werkzaam bij het verrichten van opmetingen en waterpassingen langs de hoofdrivieren.

## Spoorwegen (1)

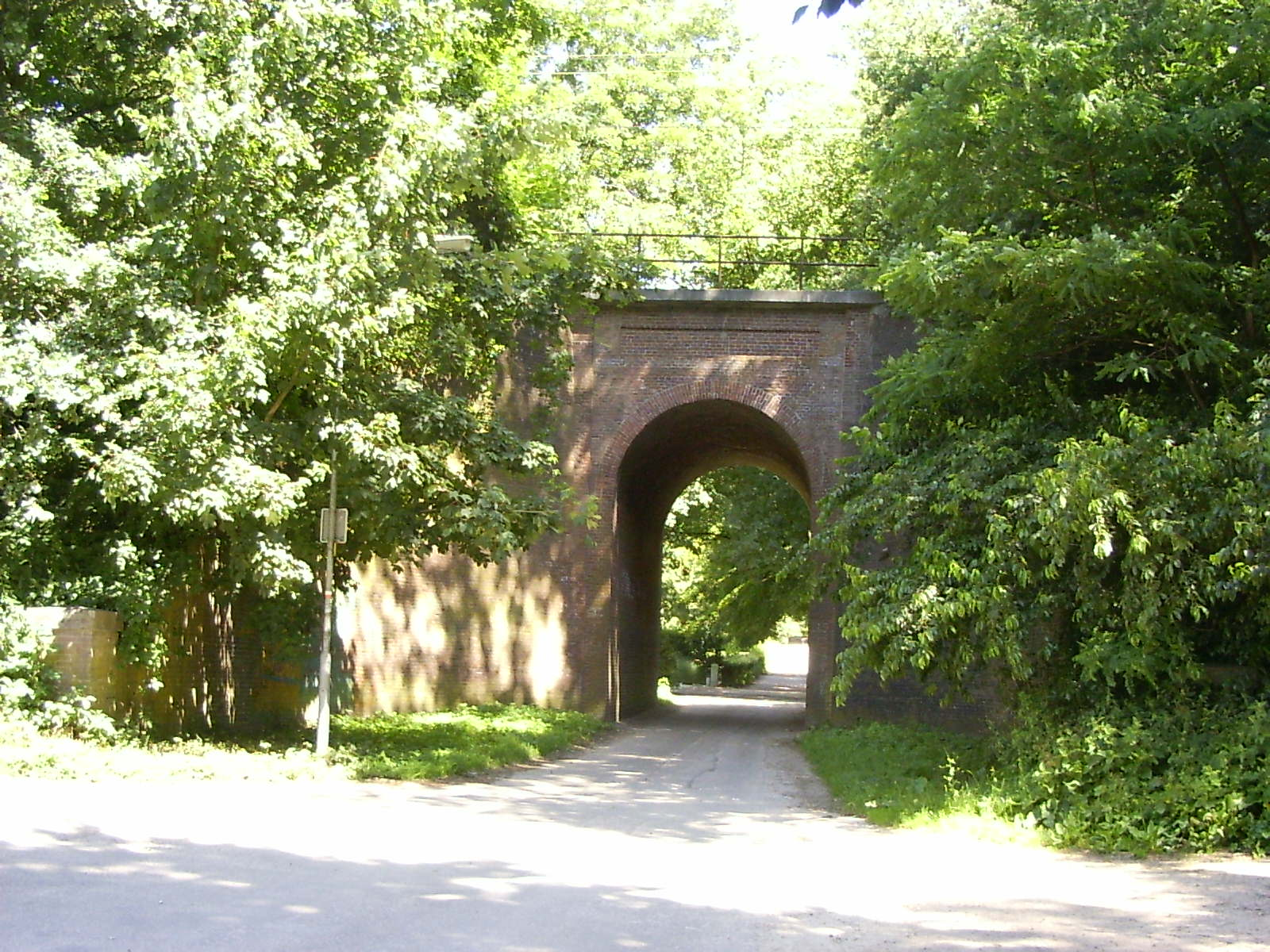
Een van de viaducten bij Arnhem (Mariëndaal)

Nadat hij in 1834 bevorderd was tot aspirant-ingenieur begon hij met het doen van opnemingen en het maken van ontwerpen voor een spoorweg van Amsterdam naar de Duitse grens. Hij had daarvoor achtereenvolgens Amsterdam en Utrecht als standplaats. Toen met de uitvoering van de spoorweg Amsterdam - Arnhem in 1838 werd begonnen, werd van Reede, hoewel nog aspirant-ingenieur, belast met de sectie Driebergen-Arnhem. Hierbij  was vooral het grondverzet van belang. Daarnaast leidde hij de bouw van enkele viaducten en de bouw van het station Arnhem. 
In 1840 werd hij bevorderd tot ingenieur. Nadat Goudriaan, onder wiens leiding Van Reede steeds gediend had, in 1842 was overleden, diende hij verder onder Van der Kun. Toen “zijn” spoorlijn in 1845 voor het verkeer geopend was, trad hij op 1 juni 1845 tegelijk met ir. Jean Frédéric Augier in dienst bij de Overijsselsche Spoorwegmaatschappij en ontving hij daarvoor verlof uit 's rijks dienst. Zij verrichtten voor deze maatschappij met hulp van enige leerlingen van de Koninklijke Academie te Delft tal van waterpassingen en opnemingen, maar hun werk had geen gevolg, omdat de maatschappij in financiële moeilijkheden raakte. 

## Intermezzo Maastricht
Op 1 juli 1848 kwam van Reede in rijksdienst terug, en was hij voorlopig in 's Gravenhage bij de algemene dienst werkzaam. In deze tijd werd door Van der Kun een boek uitgegeven met waterstanden en peilschaalniveaus. Dit werk is gebaseerd op de data van Van Reede en van Augier. Bij de reorganisatie van de waterstaat werd hij in 1849 als arrondissements-ingenieur te Maastricht geplaatst. Dit arrondissement was het enige waarmee hij in die tijd belast geweest is, hij bleef daar tot 1850.

## Spoorwegen (2)

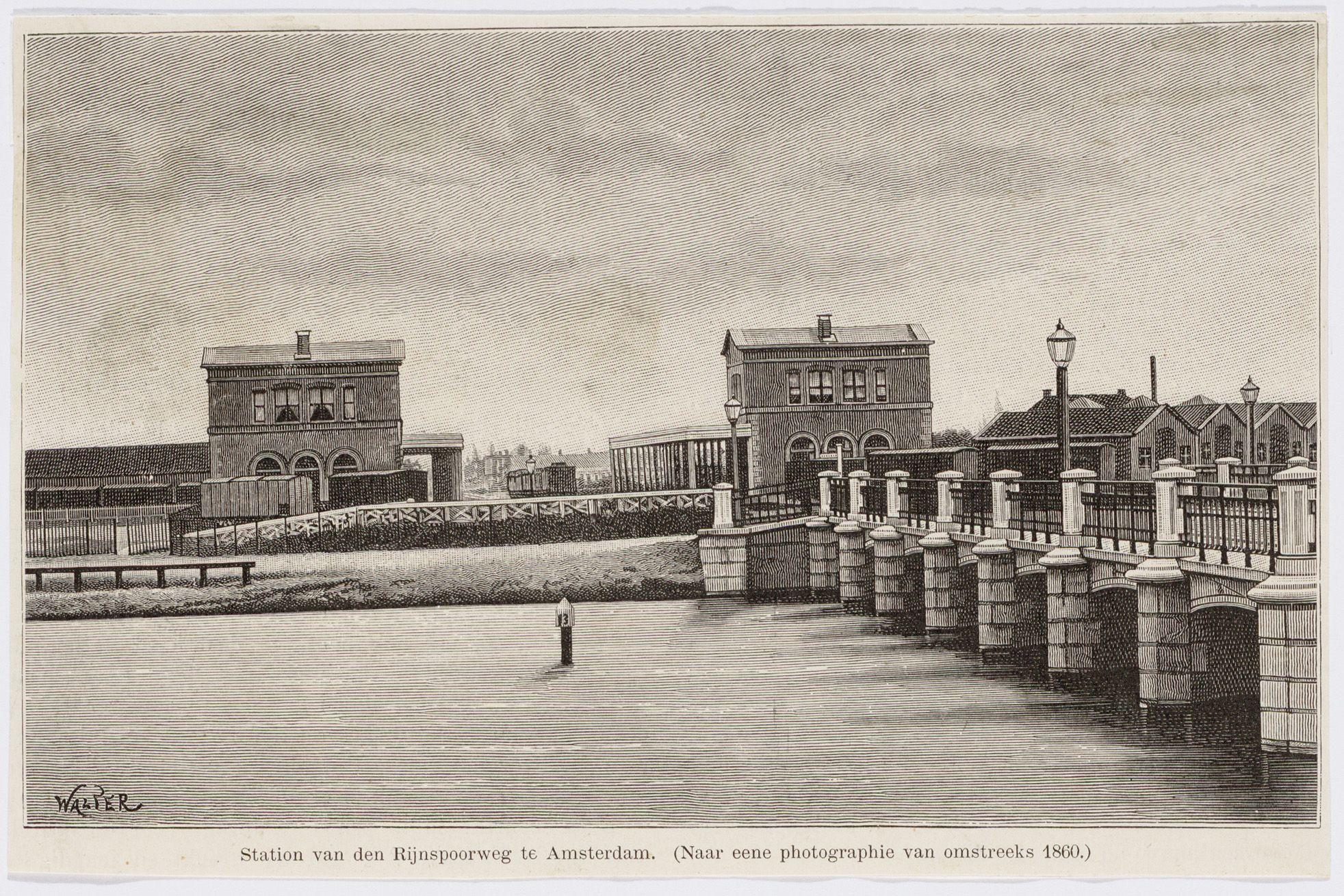
Het Rijnspoorwegstation in Amsterdam, het latere station Weesperpoort.

In 1850 kreeg hij weer verlof voor een spoorwegfunctie en in plaats van Van der Lee trad hij op als ingenieurdirecteur van de Nederlandsche Rijnspoorwegmaatschappij te Utrecht. Als zodanig was hij verantwoordelijk voor de aanleg van de lijn Utrecht-Rotterdam (geopend 1855), de lijn Arnhem-Emmerik (geopend 1856) en voor een lijntje te Amsterdam, van het station Weesperpoort naar het industrieterrein de Kadijken.
De brug te Westervoort over de IJssel is onder hoofdtoezicht van Van Reede gebouwd. Een probleem bij de spoorbruggen in die tijd is dat de pijlers obstakels voor de afvoer van drijfijs. Dit trad ook op bij de brug bij Westervoort; een verslag hierover van Van Reede is afgerukt in het Voorlopig verslag m.b.t. de spoorweg van Utrecht naar 's-Hertogenbosch.  Zij is in 1878 door de Rijnspoorwegmaatschappij versterkt. Het feit dat dit nodig was, lag niet aan van Reede: het vervoer was in de jaren 1856-1878 heel veel zwaarder geworden.

## Utrecht
Toen Van  Reede aan de beurt was om tot hoofdingenieur te worden benoemd, wilde hij weer bij het rijk in dienst te komen, en werd hij met ingang van 1858 met de provincie Utrecht belast. Hier bleef hij tot zijn overlijden werkzaam. Hij had hier één arrondissementsingenieur onder zich, en liet veel taken over aan deze ondergeschikte. Tot 1 maart 1864 had hij voor de werken van de Hollandse IJsel nog een ingenieur onder zich. Alhoewel deze rivier voor een groot deel in Zuid-Holland ligt, viel deze onder het beheer van het arrondissement Utrecht.

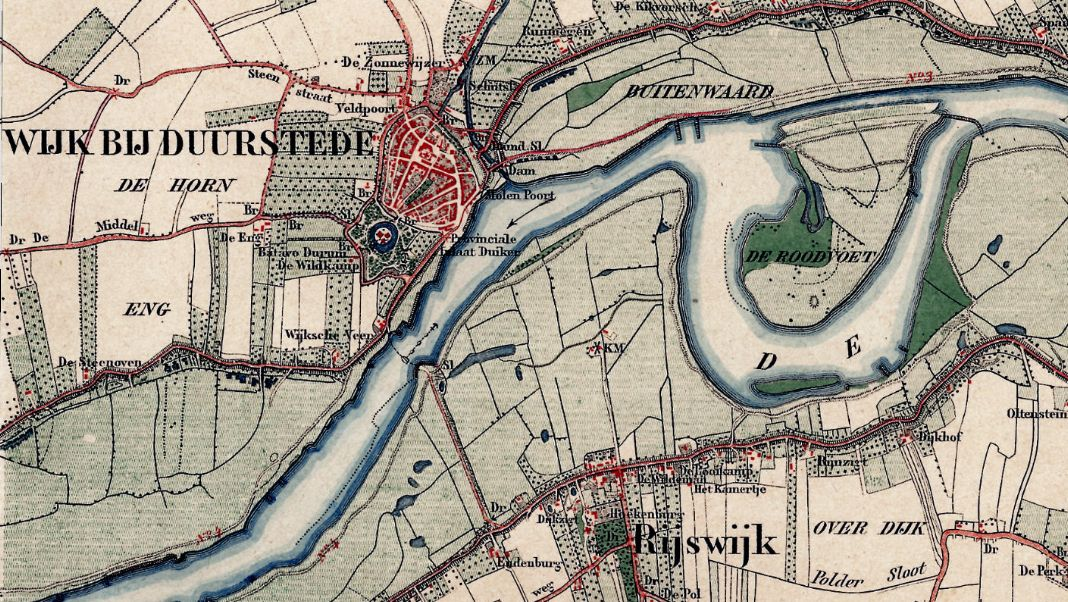
Bochtafsnijding in de Lek/Nederrijn bij Rijswijk.

Er was één onderwerp, waarin Van Reede bijzonder veel belang stelde. Dit was het waterpassen. Hij voorzag de gehele provincie van peilschalen en waterpaste die zelf. Aan het behoud daarvan besteedde hij veel zorg. Een werk, waarvoor hij veel belangstelling had, was de bochtafsnijding van de Lek bij Roodvoet (bij Rijswijk, tegenover Wijk bij Duurstede).In de herfst van 1873 verbleef hij een paar dagen bij dit werk, liep daar een ziekte op die tot zijn overlijden leidde. 

## Privé
Hij was de zoon van Pieter Adriaan baron van Reede van Oudtshoorn, directeur der belastingen, en Isabella Cornelia Bogaert. Hij huwde op 6 mei 1835 jonkvrouwe Jeanne Lubbertina Alting van Geusau, die 9 september 1857 overleed. Behalve twee jong overleden kinderen had hij bij haar een dochter die later trouwde met een neef met dezelfde naam. Hij was ook een kunstverzamelaar.

## Publicaties, een selectie
- Rapport van den Hoofd-Ingenieur van den Waterstaat in het 8e District omtrent den toestand en de middelen tot verbetering van den Krommen Rijn, naar aanleiding van de opmetingen en waterpassingen, gedaan in het jaar 1863 RWS Utrecht, 23-mei 1864

- Biografisch Portaal: 45899321
- Digitale Bibliotheek voor de Nederlandse Letteren: reed044
- Gemeinsame Normdatei: 1256321990
- International Standard Name Identifier: 0000 0003 9210 0932
- Nederlandse Thesaurus van Auteursnamen: 241893305
- RKD-Nederlands Instituut voor Kunstgeschiedenis: 443546
- Virtual International Authority File: 9618161212004240070000
- WorldCat: E39PCjqmv8p3gbcWWfMBKTbgYX